# Полиция Японии
Поли́ция Япо́нии (яп. 日本の警察 Нихон но кэйсацу) представлена службами обеспечения правопорядка префектурного уровня, подчиняющимися Национальному полицейскому агентству.

## История

### 1874—1945 годы

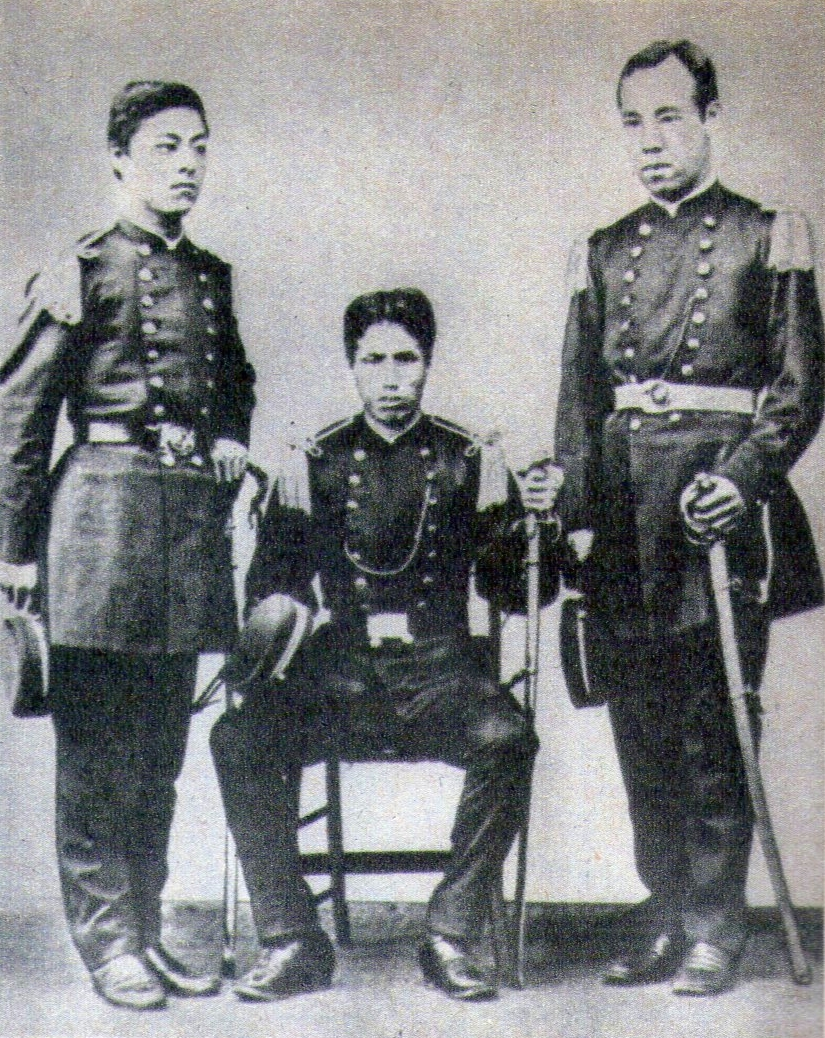
Японские полицейские (1875 год)

Создание полиции по образцу стран континентальной Европы в Японии началось в 1871 году, когда было принято решение о создании столичной полиции в Токио.
В ходе революции Мэйдзи в ноябре 1873 года было создано министерство внутренних дел Японии, в 1874 году на территории страны была создана полиция.
Помимо борьбы с преступниками и правонарушителями, полиция выполняла ряд других административных функций (в том числе, предотвращала пожары) и вскоре распространила влияние во все сферы общественной жизни.
В 1877 году совместно с армией полиция подавила Сацумское восстание. В 1879 году в состав Японской империи были включены острова Рюкю (и создана префектура Окинава).
В дальнейшем, одновременно с созданием регулярной армии проходило создание органов военной полиции (кэмпэйтай и токкэйтай).
В 1881 году на полицию были возложены функции контроля над всеми печатными изданиями страны.
В 1900 году был принят закон о правах полиции, в соответствии с которым любые общественные собрания и митинги должны были проводиться только после разрешения полиции, любые общественные объединения и союзы также могли возникнуть только с разрешения полиции.
После окончания японо-китайской войны 1894—1895 гг. началось создание японского административно-полицейского аппарата на Тайване (который вошёл в состав Японской империи в соответствии с Симоносекским мирным договором).
После окончания русско-японской войны 1904—1905 гг. началось создание японского административно-полицейского аппарата на Южном Сахалине (который вошёл в состав Японской империи в соответствии с Портсмутским мирным договором).
В 1908 году численность японской полиции составляла 39 185 человек, в стране действовало 2068 городских полицейских постов и 12800 полицейских постов в сельской местности.
22 августа 1910 года был подписан договор о присоединении Кореи к Японии и на Корейском полуострове началось создание органов японской колониальной администрации и полицейского аппарата. В состав полиции («кэйсацу») и жандармерии перешла часть военнослужащих расформированной корейской армии. В дальнейшем, японский военно-полицейский аппарат в Корее был усилен: в период с 1910 по 1919 год общая численность полицейского корпуса на Корейском полуострове увеличилась в три раза (с 5,7 тыс. до 15,3 тыс. человек), количество полицейских учреждений увеличилось в пять раз (с 481 до 2761).
В 1911 году была создана политическая полиция.
До конца Первой мировой войны полицейские были вооружены короткими мечами, незаточенными кинжалами «дзюттэ», револьверами и пистолетами.
В августе — сентябре 1918 года полиция при содействии 40 тысяч солдат подавила «рисовые бунты», начавшиеся после повышения торговцами цен на рис. Волнения продолжались 43 дня и охватили две трети территории страны, 7813 участника волнений были приговорены к каторге.
В марте — апреле 1919 года полиция совместно с японскими войсками и жандармерией участвовала в подавлении антияпонского восстания в Корее.
После землетрясения в Канто 1 сентября 1923 года в стране было введено чрезвычайное положение, полномочия полиции были расширены. Чрезвычайные полномочия были использованы для внесудебных расправ над политическими противниками (в Токио полицейскими были убиты вождь японских анархистов Осуги с женой и шестилетним племянником, в Камендо полицейскими были задержаны и расстреляны без суда и следствия 9 японских коммунистов). 7 сентября 1923 года был издан указ «О распространении ложных слухов», в соответствии с которым за «подстрекательство и распространение ложных слухов» устанавливалась ответственность до 10 лет тюремного заключения или каторги. 22 апреля 1925 года был издан закон об охране общественной безопасности, заменивший указ от 7 сентября 1923 года.
В 1930-е годы на вооружение полицейских поступили деревянные дубинки «кэйдзё» длиной 125 см.
После объявления 15 августа 1945 года императором Хирохито о принятии Японией условий капитуляции все японские войска и другие вооружённые формирования Японской империи должны были сдать оружие войскам стран Антигитлеровской коалиции и быть расформированы (в соответствии с отправленным 17-18 августа 1945 года из Токио в войска «общим приказом № 1» вооружённое сопротивление войск на Японских островах и японского военно-морского флота должно было быть прекращено с 22 августа 1945 года, сухопутных войск вне Японских островов — с 25 августа 1945 года). Тем не менее, на Корейском полуострове южнее 38-й параллели (на территории, которая являлась зоной ответственности США) японская колониальная администрация продолжала действовать, а японские войска, жандармерия и полиция не были разоружены до 3 октября 1945 года с разрешения военного командования США (хотя передовая группа 24-го армейского корпуса США высадилась на аэродроме Кимпхо в районе Сеула 4 сентября 1945 года, 8-9 сентября 1945 года американские войска стали прибывать в порт Инчхон, а военная администрация США начала работу 11 сентября 1945 года).

### После 1945 года

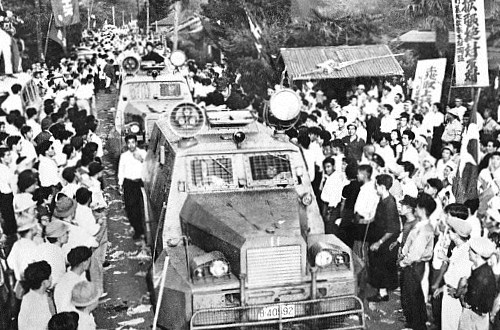
бронеавтомобили столичного спецподразделения японской полиции, прибывшие к авиабазе ВВС США «Татикава» в префектуре Токио во время протестов против её расширения (1955 год)

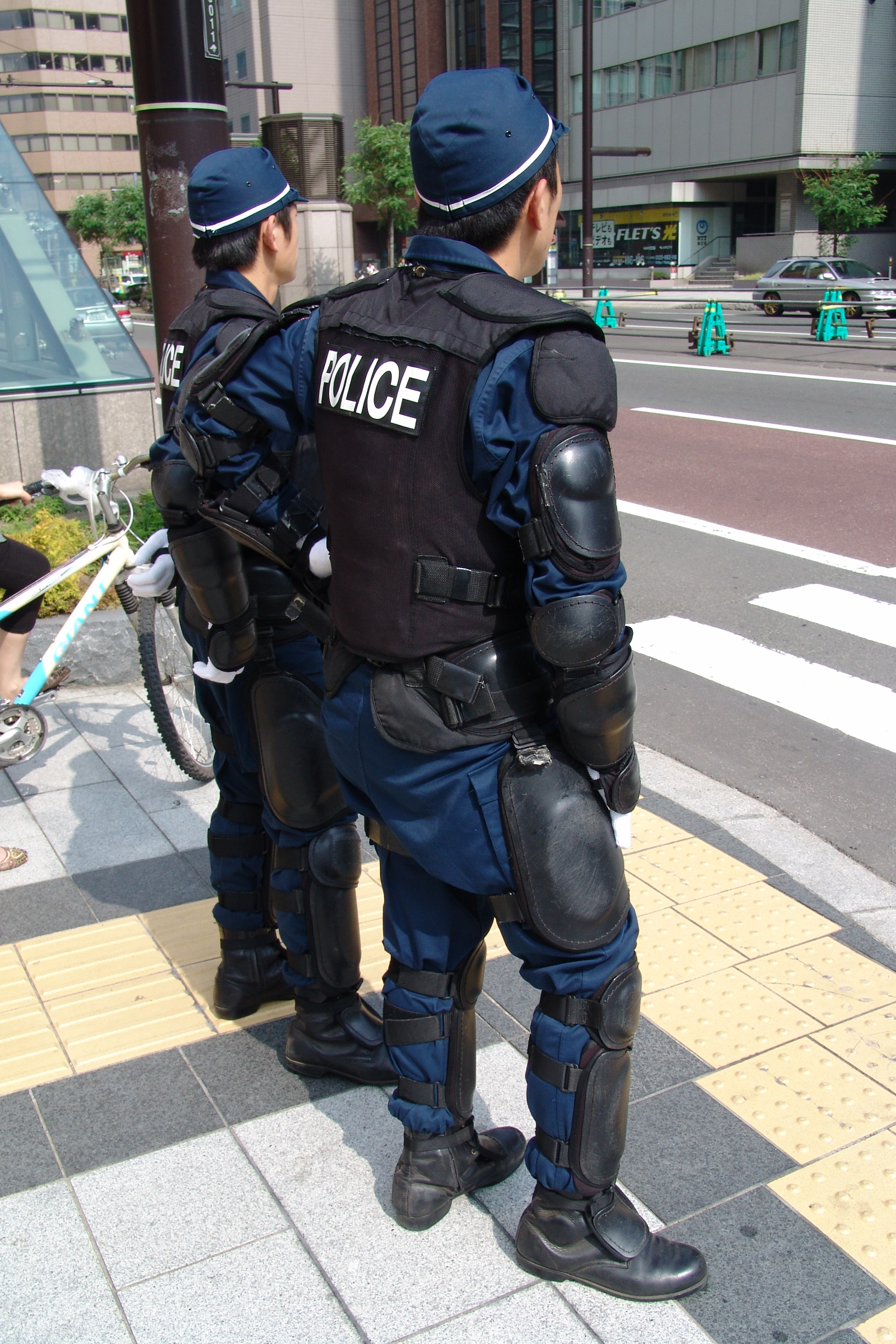
полицейские подразделения «кидотай» в городе Саппоро (2008)

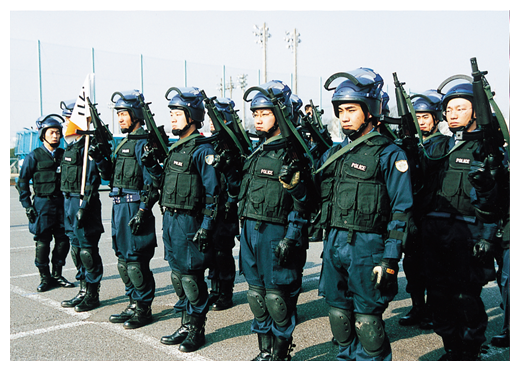
сотрудники спецподразделения полиции с пистолет-пулемётами HK MP5 (2004)

После окончания Второй Мировой войны и капитуляции Японии, существовавшая ранее полицейская система была расформирована.
Создание новой полицейской структуры под контролем американской оккупационной администрации началось в 1946—1947 годы. Изначально, в 1946 году японские полицейские были вооружены прямыми деревянными дубинками «кэйбо» длиной 50 см (только охранявшее императорский дворец в Токио подразделение дворцовой полиции сохранило пистолеты и самурайские мечи).
В феврале 1946 года начальник отдела общественного порядка 107-го гарнизона войск США в городе Осака майор Дж. К. Миллиган отдал распоряжение о вооружении сотрудников местного подразделения японской полиции (это распоряжение было отдано в инициативном порядке, ещё до того, как решение о вооружении японских полицейских было принято на официальном уровне). После согласования решения с вышестоящим командованием полицейских вооружили саблями.
В 1947 году был принят первый закон о полиции («закон № 196»), вступивший в силу в марте 1948 года, предусматривал создание в стране децентрализованной полицейской системы. В результате, к марту 1948 года полиция была создана в 218 городах и 1386 посёлках и сельских поселениях.
В соответствии с законом 1948 года, принятым по указанию командующего оккупационными войсками в Японии генерала Д. Макартура, работникам государственных учреждений, организаций и предприятий Японии (в том числе, полицейским) запрещено принимать участие в забастовках. В том же 1948 году японская полиция получила первые автомашины (в том числе, партию американских армейских джипов Willys MB). Изначально, все полицейские машины окрашивались в белый цвет и получали надпись «POLICE» на английском языке, в дальнейшем Столичное управление полиции Токио приняло решение о использовании чёрно-белых машин.
В 1949 году США передали для вооружения японской полиции 100 000 единиц стрелкового оружия (15 000 шт. пистолетов Colt M1911A1, а также револьверы калибра .38 Special и .45 ACP).
10 августа 1950 года в составе полиции был создан 75-тысячный резервный полицейский корпус, на основе которого в дальнейшем были воссозданы вооружённые силы Японии. 1 мая 1952 года при разгоне демонстрации в Токио японская полиция впервые применила слезоточивый газ.
В июне 1954 года был принят новый закон о полиции («закон № 162»), вступивший в законную силу с 1 июля 1954 года.
В 1955 году была утверждена единая схема для окраски полицейских автомашин (верхняя половина корпуса окрашивалась в белый цвет, нижняя — в чёрный), эта окраска была введена для всех автомашин полиции Японии, кроме полиции Рюкю (так как управление этими островами осуществляла гражданская администрация США). На архипелаге Рюкю патрульные автомашины местной японской полиции до 15 мая 1972 года были окрашены по образцу автомашин полиции США.
В 1954—1962 гг. для борьбы с массовыми беспорядками и несения комендантской службы составе национальной полиции были сформированы специальные подразделения «мобильные части специального назначения» (яп. 機動隊 кидотай). Личный состав этих подразделений обмундирован в полевую форму серого цвета, защитное снаряжение (бронежилеты, стальные шлемы с забралами из плексигласа, противоударные щитки для защиты конечностей, ботинки с металлическими носками) и спецсредства — сначала прямоугольные дюралевые щиты 137х76 см и резиновые палки, затем водомёты и слезоточивый газ.
13 июня 1956 года Япония вступила в Интерпол.
В 1960 году на вооружение полиции был принят револьвер New Nambu M60, в 1961 году — телескопическая дубинка «токуси кэйбо».
В 1965 году для охраны высших должностных лиц было создано специальное полицейское подразделение セキュリティポリス, которое выполняет функции телохранителей.
После захвата заложников в феврале 1968 года (Kin Kiro Incident) в состав полицейских спецподразделений были введены снайперы.
Количество автомобильного транспорта в разных районах страны увеличивалось неравномерно (и в столичном районе число автомашин и мотоциклов возрастало особенно быстро). В условиях повышения интенсивности дорожного движения стало увеличиваться число аварий и других дорожно-транспортных происшествий. В результате, на самых опасных перекрёстках в Токио были установлены специальные дорожные знаки с указанием количества дорожно-транспортных происшествий и количества погибших, произошедших на этом месте с начала года (для снижения количества новых ДТП). В начале 1970-х годов в связи с высоким уровнем загрязнения воздуха в крупных городах промышленными выбросами и выхлопными газами автомобилей (в некоторых местах значительно превышавших предельно допустимые концентрации) постовые полицейские на крупных автомагистралях получили кислородные маски. Кроме того, для замены полицейских возле автострад начали устанавливать изображающие их пластмассовые фигуры (увидев которые, водители непроизвольно снижали скорость движения).
15 мая 1972 года управление островами Рюкю было передано от администрации США японским властям, местное полицейское управление было реорганизовано и включено в состав японской полиции.
В августе 1974 года полицейские впервые в истории страны раскрыли уголовное преступление с использованием компьютерных технологий (сотрудники специального подразделения полиции Токио отследили, в каком из 348 имевшихся в стране банкоматов использовали банковскую карту, чтобы снять деньги со счёта в банке).
В связи с переводом автотранспорта на острове Окинава с правостороннего на левостороннее движение 29-30 июля 1978 года на этот остров были временно командированы полицейские из других префектур Японии. Полицейские осуществили замену дорожных знаков на дорогах и регулировали дорожное движение для предотвращения возникновения аварийных ситуаций.
В апреле 1987 года японская полиция с применением вертолётов провела на юго-востоке острова Хонсю масштабную операцию по розыску ракеты «Sparrow» (которую 3 апреля 1987 года в горно-лесном районе в окрестностях посёлка Оаса потерял истребитель-бомбардировщик F-4 с базы морской пехоты США в Ивакуни).
В 1988 году был принят закон об охране личностной информации, содержащейся в органах управления и подлежащей обработке на ЭВМ, который устанавливает порядок сбора, обработки и хранения информации о гражданах правоохранительными органами.
После землетрясения на острове Лусон 16 июля 1990 года 11 японских полицейских участвовали в международной операции по оказанию помощи Филиппинам. В 1992—1993 гг. 75 сотрудников японской полиции находились в составе японского контингента миротворческих сил ООН в Камбодже (UNTAC).
После того как в 1990 году в японское законодательство о иностранцах были внесены изменения (упростившие процедуру получения рабочей визы) количество трудовых мигрантов в стране начало увеличиваться. Вслед за этим начало возрастать количество правонарушений и преступлений с их участием, что привело к реорганизации в работе японской полиции.
- летом 1993 года столичное управление полиции начало использовать компьютерную систему автоматизированного перевода с английского, китайского и тайского языков для допроса арестованных и задержанных иностранцев[29].
- в июне 1994 года в префектуре Кумамото было создано первое специализированное подразделение полиции по расследованию преступлений среди мигрантов, в которое были зачислены сотрудники, владеющие иностранными языками (английским, китайским и тагальским — так как основную часть задержанных составляли уроженцы Филиппин и Тайваня)[30].

В июле — сентябре 1999 года три сотрудника японской полиции входили в состав миссии ООН в Восточном Тиморе (UNAMET).
В 1990е годы на вооружение отдельных категорий сотрудников японской полиции поступили 7,65-мм пистолеты SIG Sauer P230JP.
Осенью 2001 года для спецподразделений полиции были заказаны 1379 пистолетов-пулемётов, в 2002 году 9-мм пистолет-пулемёты HK MP5 поступили на вооружение полицейского спецназа.
В начале 2000-х годов было принято решение о постепенной замене находившегося на вооружении японской полиции револьвера New Nambu новым табельным револьвером Smith & Wesson Model 37 Airweight. В 2007—2008 гг. была закуплена партия швейцарских газовых пистолетов Jet Protector JPX.
Япония принимала участие в войне в Афганистане, и с 28 июня 2011 года до 2015 года сотрудники японской полиции оказывали помощь Турции в подготовке афганской полиции (шесть японских полицейских находились в полицейской школе в городе Сивас и обучали афганских полицейских дзюдо).

## Современное состояние

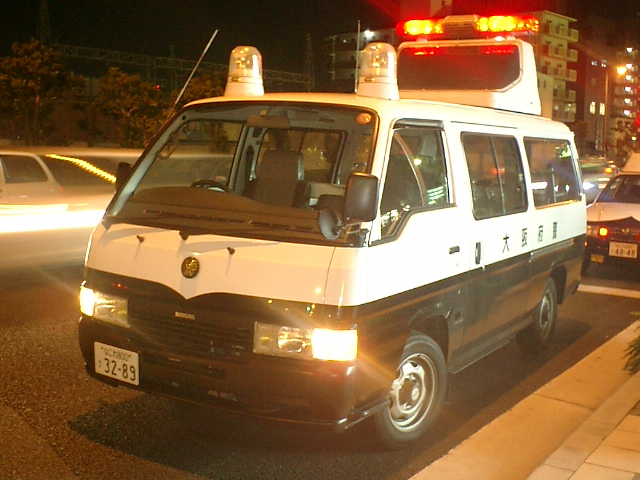
патрульная автомашина «Nissan Caravan» дорожной полиции города Осака

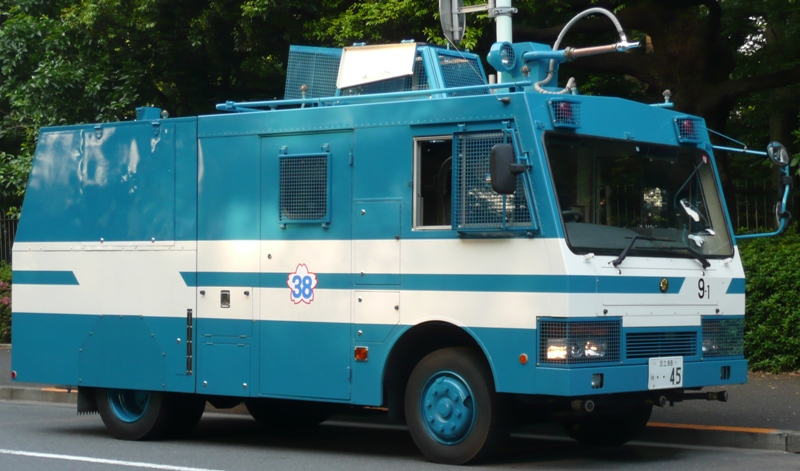
автомашина «Mitsubishi Fuso Fighter» подразделения «кидотай» полиции Японии

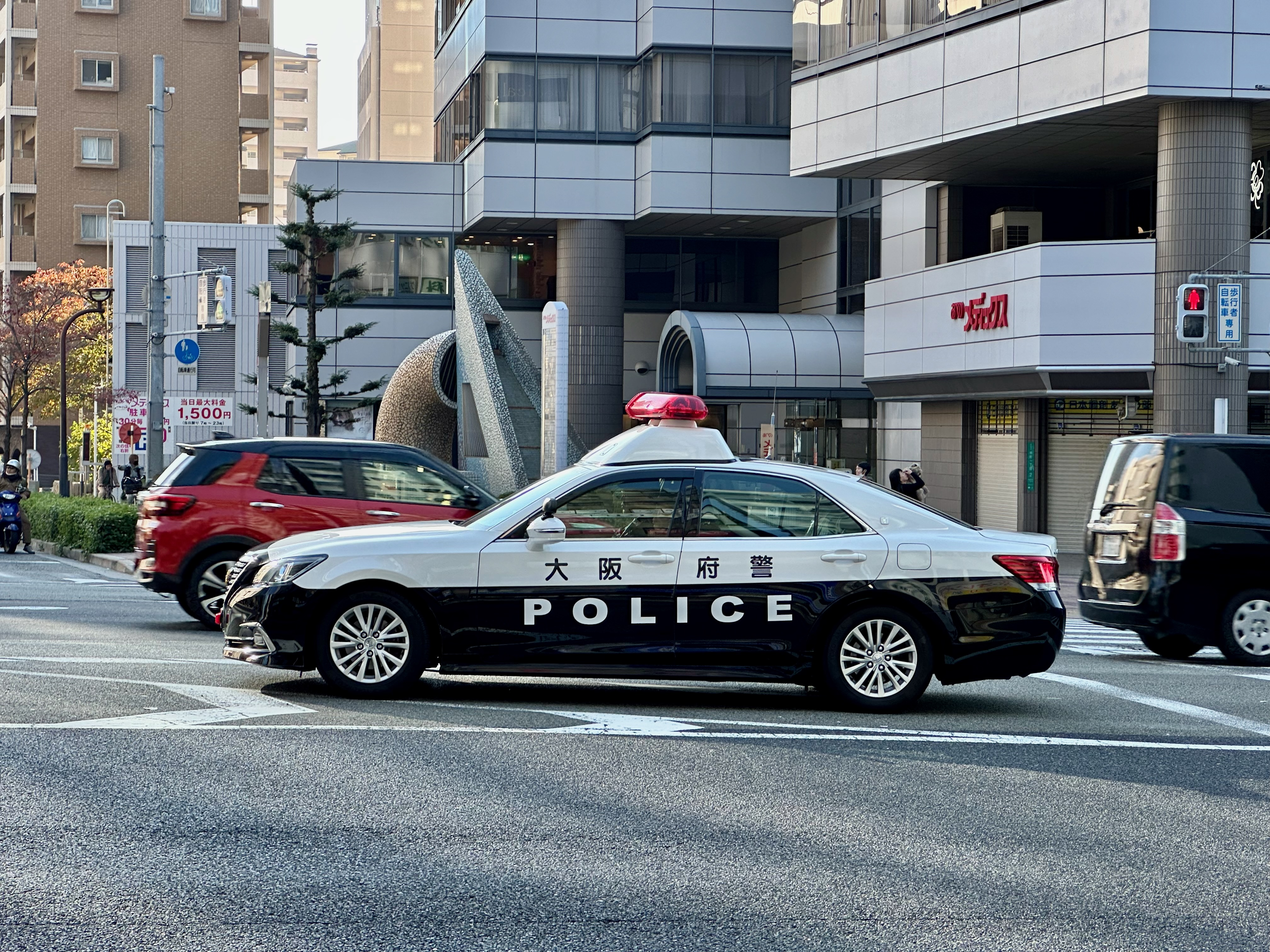
патрульная машина «Toyota Crown» в городе Осака (2023 год)

Сейчас в Японии насчитывается около 296 тысяч полицейских, в том числе 262 тысячи офицеров; в японской полиции служат около 25 тысяч женщин в офицерских званиях.
В настоящее время Япония относится к странам с децентрализованной системой правоохранительных органов.
В состав полиции входят:
- научно-исследовательский институт полиции[17] в городе Касива
- полицейская академия[17] в Токио
- дворцовая полиция (皇宮警察本部)[17]
- Национальная полиция Японии, которая включает в себя Центральное управление и семь региональных полицейских бюро, в подчинении которых находятся столичное управление полиции, полицейское управление города Киото, полицейское управление города Осака, 43 полицейские службы префектур и полицейское управление острова Хоккайдо[17]

Муниципальная полиция в префектурах включает в себя штаб муниципальной полиции в префектуре (хомбу), полицейские управления (кэйсацусё), полицейские участки в городах и населённых пунктах (кобан), полицейские посты в сельской местности (тюдзайсё — каждый такой пост является служебным и жилым помещением для одного полицейского).
Функции охраны тюрем и конвоирования заключённых выполняет отдельное структурное подразделение полиции, подчинённое министерству юстиции — «тюремная охрана» (яп. 刑務官 Кэйму-кан).
В составе полиции имеется кавалерийское подразделение (отряд конной полиции в Токио).